# هولبن
هولبن (به آلمانی: Hülben) یک شهر در آلمان است که در Reutlingen واقع شده‌است. هولبن ۲٬۸۷۶ نفر جمعیت دارد.